# Sbory dobrovolných hasičů v Kraji Vysočina
Jednotku sboru dobrovolných hasičů obce je podle § 68 zákona č. 133/1985 Sb., o požární ochraně,
povinna zřídit každá obec. Mnohé obce jich zřizují více. Své jednotky sboru dobrovolných hasičů zřizují též některé průmyslové, dopravní a jiné firmy.
Většina sborů má ve svém názvu buď celá slova Sbor dobrovolných hasičů nebo jen zkratku SDH, některé sbory však mají názvy tvořené jinak.
Sbory dobrovolných hasičů v Česku zastřešuje Sdružení hasičů Čech, Moravy a Slezska (SH ČMS),
sbory v Čechách zastřešuje Česká hasičská jednota,
sbory na Moravě včetně moravského Slezska Moravská hasičská jednota.
Jednotky jsou označeny šesticiferným evidenčním číslem (první trojčíslí odpovídá okresu) a podle své velikosti, významu a vybavení se člení do kategorií:
největší jednotky bývají v kategorii II, jiné významnější jednotky v kategorii III, malé jednotky v kategorii V a podnikové v kategorii VI.

## Seznam
Tento seznam obsahuje zatím především sbory uvedené v adresáři SH ČMS. Ve skutečnosti každá obec zřizuje nejméně jeden sbor.

### Okres Havlíčkův Brod
- SDH Babice (Okrouhlice)
- SDH Kochánov
- SDH Květnov
- SDH Lipnice nad Sázavou
- SDH Ovesná Lhota
- SDH Šlapanov
- SDH Úhořilka
- SDH Úsobí
- SDH Vepříkov
- SDH Věž
- SDH Okrouhlička
- a další

### Okres Jihlava
- SDH Boršov
- SDH Brtnice
- SDH Cerekvička-Rosice
- SDH Dobronín [1]
- SDH Kamenice
- SDH Klatovec
- SDH Lovětín (Batelov) [2]
- SDH Nevcehle
- a další

### Okres Pelhřimov
- SDH Hořepník
- SDH Kejžlice
- SDH Veselá
- SDH Rynárec
- SDH Komorovice
- SDH Kaliště
- SDH Kamenice nad Lipou
- SDH Žirovnice
- a další

### Okres Třebíč
- SDH Petrovice
- SDH Předín
- SDH Chlum
- a další

### Okres Žďár nad Sázavou
- SDH Bobrová
- SDH Bohuňov [3]
- SDH Kadolec
- SDH Sviny
- SDH Křižanov
- SDH Kuklík [4]
- SDH Meziboří [5]
- SDH Najdek
- SDH Petráveč [6]
- SDH Pokojov
- SDH Radostín nad Oslavou
- SDH Velké Meziříčí
- SDH Jámy [7]
- SDH Pohledec
- SDH Nové Město na Moravě
- a další